# خورشید محمودوف
خورشید محمودوف (تاجیکی: Хуршед Маҳмудов؛ زادهٔ ۸ اوت ۱۹۸۲) بازیکن فوتبال اهل تاجیکستان است.
از باشگاه‌هایی که در آن بازی کرده‌است می‌توان به باشگاه فوتبال استقلال دوشنبه، باشگاه فوتبال برقچی، و باشگاه فوتبال ریگر-تداز تورسون‌زاده اشاره کرد.
وی همچنین در تیم ملی فوتبال تاجیکستان بازی کرده‌است.